# کاتلن سوسا
کاتلن سوسا (انگلیسی: Kathellen Sousa؛ زادهٔ ۲۶ آوریل ۱۹۹۶) بازیکن فوتبال اهل برزیل است.

وی همچنین در تیم ملی فوتبال زنان برزیل بازی کرده‌است.